# Ontherus kirschii
Ontherus kirschii är en skalbaggsart som beskrevs av Edgar von Harold 1867. Ontherus kirschii ingår i släktet Ontherus och familjen bladhorningar. Inga underarter finns listade i Catalogue of Life.